# Cerkiew św. Mikołaja w Łapach
Cerkiew św. Mikołaja Cudotwórcy – niezachowana do dziś cerkiew prawosławna w Łapach, wzniesiona w 1906. 

## Historia
Ludność prawosławna, najczęściej pochodzenia rosyjskiego, pojawiła się w Łapach w związku z budową Kolei Warszawsko-Petersburskiej. Pierwsza niewielka cerkiew i parafia powstały w 1898 i pozostawały w gestii ordynariatu magistrali, w związku z czym świątynia nosiła nazwę Kolejowej. 
W 1903 parafianie rozpoczęli zbiórkę pieniędzy na budowę drugiej świątyni, na którą wybrano działkę przy współczesnej ul. Sikorskiego, przy torach kolejowych. Z zebranych 14 tys. rubli wybudowano cerkiew według projektu Guneta w 1906. Uroczysta konsekracja odbyła się 2 grudnia tego roku. 
Na początku I wojny światowej większość rosyjskich mieszkańców Łap wyjechała w głąb Rosji, w 1920 pozostało jedynie 83 prawosławnych. W tym samym roku Komitet Budowy Kościoła (katolickiego) zdecydował o rozbiórce cerkwi, z której chciano uzyskać materiał budowlany (katolicy nie chcieli adaptować na swoją świątynię budynku pocerkiewnego). Cerkiew została zniszczona mimo protestów ostatnich pozostałych wiernych, jak i części środowiska kolejarzy. Na placu pocerkiewnym urządzono boisko sportowe, a cegła pochodząca z rozebranej świątyni posłużyła jako materiał budowlany pod budowę kościoła pw. św. Apostołów Piotra i Pawła w Łapach.
W 2010 diecezja białostocko-gdańska Polskiego Autokefalicznego Kościoła Prawosławnego wystąpiła do władz Łap o odszkodowanie za działkę, na której znajdowała się świątynia. Burmistrz miasta Roman Czepe, komentując wniosek stwierdził, iż PAKP nie ma prawa do odszkodowania, gdyż obiekt został wzniesiony w celach rusyfikacyjnych. Zanegował również fakt posiadania przez Cerkiew nieruchomości w miejscowości.

## Architektura
Cerkiew była przeznaczona dla 500–600 osób, jednonawowa, nakryta jedną kopułą umieszczoną w centralnym punkcie nawy. Nad przedsionkiem wznosiła się dwukondygnacyjna wieża-dzwonnica, również zwieńczona kopułą. Obiekt był dekorowany płaskorzeźbami i fryzem, posiadał również bogate wyposażenie wnętrza. W 1907 cerkiew otrzymała ikonę św. Spirydona Cudotwórcy, posiadała również jeden dzwon.